# Heinrich Cornelius Scholten
Heinrich Cornelius Scholten (* 25. Oktober 1814 in Lüttingen; † 15. Februar 1852 in Berlin) war ein deutscher Pädagoge und Politiker. 

## Leben
Scholten wurde als Sohn der Gutsbesitzer Peter und Maria Scholten und zweitältestes von 16 Geschwistern geboren. Sein Vater war Maire (Bürgermeister) der von den Franzosen gegründeten Gemeinde Wardt, zu der der Ortsteil Lüttingen gehörte. Er besuchte nach der Dorfschule die Stiftsschule in Xanten und anschließend das Apostelgymnasium in Köln. Scholten studierte von 1833 bis 1839 Philologie, Philosophie, Geschichte und Kunstgeschichte an der Universität Bonn und wurde dort 1839 promoviert. Er arbeitete als Privatgelehrter und anschließend 1842/43 an der Ritterakademie in Bedburg. Seit 1843 war er Privatbibliothekar und Privaterzieher bei verschiedenen Adligen. Er war Mitarbeiter mehrerer Zeitschriften und verfasste historische Schriften. Er bereiste u. a. Frankreich und Italien, um einerseits wissenschaftlich zu forschen und andererseits Zeitschriftenartikel zu verfassen. 
Vom 18. Mai 1848 bis 20. Mai 1849 war Scholten für den Wahlkreis der Provinz Rheinland in Kleve Mitglied der Frankfurter Nationalversammlung in der Fraktion Pariser Hof.
1849 gehörte er dem Gothaer Nachparlament an.
Anschließend gehörte bis zu seinem Tod der Zweiten Kammer des Preußischen Landtags an, dem späteren Preußischen Abgeordnetenhaus. Nachfolger wurde sein Bruder, der Gutsbesitzer Heinrich Scholten aus Wardt.
Er starb in Folge eines Unfalls und wurde in seiner Heimatgemeinde Wardt beigesetzt. Auf dem Friedhof an der dortigen St. Willibrord-Kirche findet sich sein Grabstein. Im Xantener Ortsteil Lüttingen erinnert die "Dr.-Cornelius-Scholten-Straße" an ihn. Sein Geburtshaus, der sog. Scholtenhof, wurde um 1900 umfangreich von der damaligen Nachbesitzerfamilie Casaretti umgebaut und bildet heute das Schloss Lüttingen. 

## Schriften
- Thucydidis de republica sententiae comparatione politicorum Aristotelis illustratae. phil. Diss. Bonn 1839.
- Geschichte Ludwig IX., des Heiligen, Königs von Frankreich. 2 Bde., 1850–1855.
- Auszüge aus den Baurechnungen der S. Victorskirche zu Xanten. Berlin 1852.